# Noiron-sur-Seine
Pour les articles homonymes, voir Noiron (homonymie) et Seine (homonymie).
Noiron-sur-Seine est une commune française située dans le département de la Côte-d'Or en région Bourgogne-Franche-Comté.

## Géographie

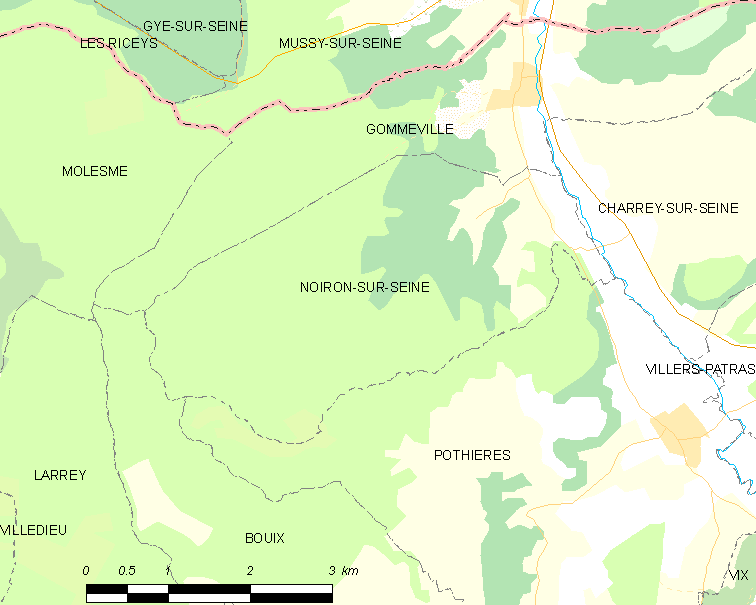
Carte de la localité.

Situé tout au nord de la Côte-d'Or Noiron-sur-Seine s'étend sur 11,4 km2 à une altitude comprise entre 192 mètres et 347 mètres.

### Hydrographie
La commune est traversée par la Seine et le ruisseau du val Dupuis.

### Climat
Pour des articles plus généraux, voir Climat de la Bourgogne-Franche-Comté et Climat de la Côte-d'Or.
En 2010, le climat de la commune est de type climat océanique dégradé des plaines du Centre et du Nord, selon une étude du Centre national de la recherche scientifique s'appuyant sur une série de données couvrant la période 1971-2000. En 2020, Météo-France publie une typologie des climats de la France métropolitaine dans laquelle la commune est exposée à un climat océanique altéré et est dans la région climatique  Lorraine, plateau de Langres, Morvan, caractérisée par un hiver rude (1,5 °C), des vents modérés et des brouillards fréquents en automne et hiver. 
Pour la période 1971-2000, la température annuelle moyenne est de 10,3 °C, avec une amplitude thermique annuelle de 15,8 °C. Le cumul annuel moyen de précipitations est de 855 mm, avec 12,5 jours de précipitations en janvier et 8,5 jours en juillet. Pour la période 1991-2020, la température moyenne annuelle observée sur la station météorologique de Météo-France la plus proche, « Châtillon/Seine », sur la commune de Châtillon-sur-Seine à 12 km à vol d'oiseau, est de 10,8 °C et le cumul annuel moyen de précipitations est de 832,8 mm,. Pour l'avenir, les paramètres climatiques de la commune estimés pour 2050 selon différents scénarios d'émission de gaz à effet de serre sont consultables sur un site dédié publié par Météo-France en novembre 2022.

## Urbanisme

### Typologie
Au 1er janvier 2024, Noiron-sur-Seine est catégorisée commune rurale à habitat dispersé, selon la nouvelle grille communale de densité à 7 niveaux définie par l'Insee en 2022.
Elle est située hors unité urbaine. Par ailleurs la commune fait partie de l'aire d'attraction de Châtillon-sur-Seine, dont elle est une commune de la couronne,. Cette aire, qui regroupe 60 communes, est catégorisée dans les aires de moins de 50 000 habitants,.

### Occupation des sols
L'occupation des sols de la commune, telle qu'elle ressort de la base de données européenne d’occupation biophysique des sols Corine Land Cover (CLC), est marquée par l'importance des forêts et milieux semi-naturels (86,2 % en 2018), une proportion identique à celle de 1990 (86,2 %). La répartition détaillée en 2018 est la suivante : 
forêts (82,6 %), terres arables (9,3 %), prairies (4,5 %), milieux à végétation arbustive et/ou herbacée (3,6 %). L'évolution de l’occupation des sols de la commune et de ses infrastructures peut être observée sur les différentes représentations cartographiques du territoire : la carte de Cassini (XVIIIe siècle), la carte d'état-major (1820-1866) et les cartes ou photos aériennes de l'IGN pour la période actuelle (1950 à aujourd'hui).

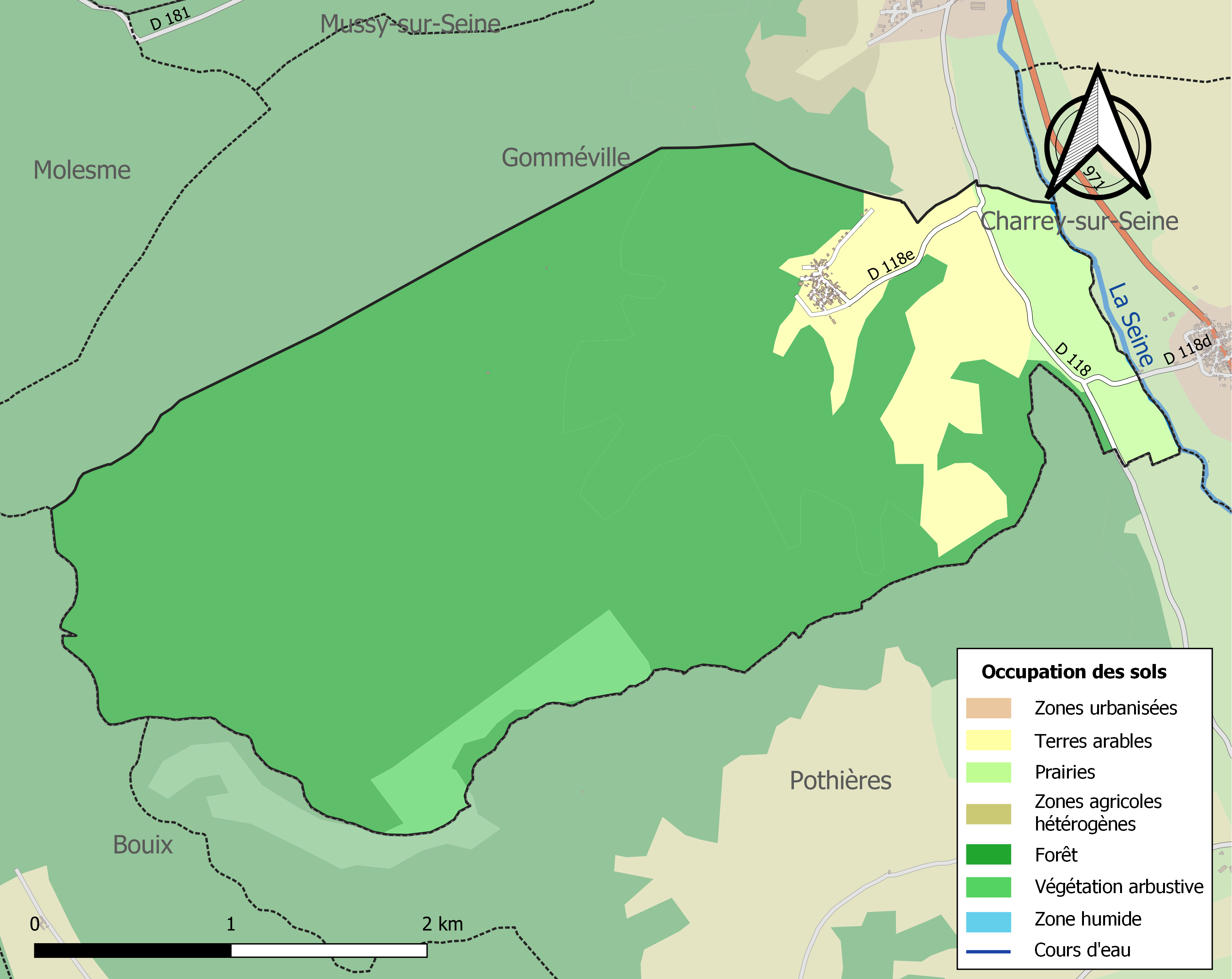
Carte des infrastructures et de l'occupation des sols de la commune en 2018 (CLC).

## Histoire
Au Moyen Âge, la seigneurie du village qui dépend du bailliage de Sens et du diocèse de Langres est à l'abbaye de Pothières qui y possède grange dîmière, pressoir et fours banaux.

## Politique et administration
Noiron-sur-Seine appartient :
- à l'arrondissement de Montbard,
- au canton de Châtillon-sur-Seine et
- à la communauté de communes du pays châtillonnais

| Période                                  | Période  | Identité     | Étiquette | Qualité  |
| ---------------------------------------- | -------- | ------------ | --------- | -------- |
| mars 2001                                | En cours | Fernand Leni | UMP-LR    | Retraité |
| Les données manquantes sont à compléter. |          |              |           |          |

## Démographie
L'évolution du nombre d'habitants est connue à travers les recensements de la population effectués dans la commune depuis 1793. Pour les communes de moins de 10 000 habitants, une enquête de recensement portant sur toute la population est réalisée tous les cinq ans, les populations de référence des années intermédiaires étant quant à elles estimées par interpolation ou extrapolation. Pour la commune, le premier recensement exhaustif entrant dans le cadre du nouveau dispositif a été réalisé en 2004.

En 2022, la commune comptait 59 habitants, en évolution de −22,37 % par rapport à 2016 (Côte-d'Or : +0,82 %, France hors Mayotte : +2,11 %).
| 1793 | 1800 | 1806 | 1821 | 1831 | 1836 | 1841 | 1846 | 1851 |
| ---- | ---- | ---- | ---- | ---- | ---- | ---- | ---- | ---- |
| 291  | 344  | 374  | 319  | 336  | 322  | 312  | 294  | 282  |

| 1856 | 1861 | 1866 | 1872 | 1876 | 1881 | 1886 | 1891 | 1896 |
| ---- | ---- | ---- | ---- | ---- | ---- | ---- | ---- | ---- |
| 245  | 252  | 260  | 248  | 220  | 220  | 243  | 202  | 167  |

| 1901 | 1906 | 1911 | 1921 | 1926 | 1931 | 1936 | 1946 | 1954 |
| ---- | ---- | ---- | ---- | ---- | ---- | ---- | ---- | ---- |
| 151  | 144  | 131  | 102  | 109  | 132  | 118  | 131  | 177  |

| 1962 | 1968 | 1975 | 1982 | 1990 | 1999 | 2004 | 2006 | 2009 |
| ---- | ---- | ---- | ---- | ---- | ---- | ---- | ---- | ---- |
| 147  | 131  | 114  | 109  | 98   | 91   | 89   | 91   | 82   |

| 2014 | 2019 | 2022 | - | - | - | - | - | - |
| ---- | ---- | ---- | - | - | - | - | - | - |
| 81   | 65   | 59   | - | - | - | - | - | - |

## Culture locale et patrimoine

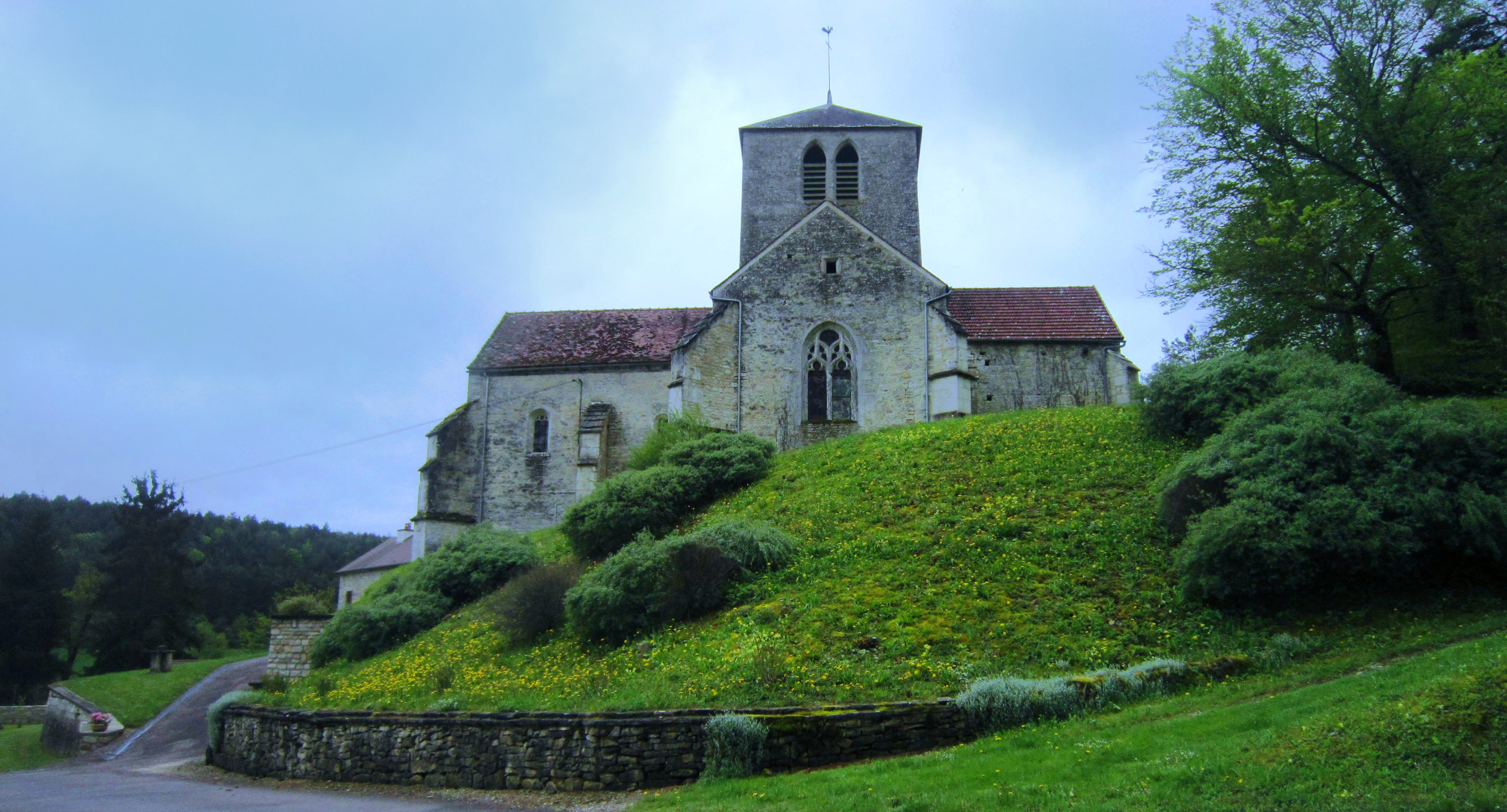
L'église Saint-Pierre

### Lieux et monuments
Sont classés :
- L'église Saint-Pierre[16]  Classé MH (1965)[17] ainsi qu'une grande partie de son mobilier exceptionnel[18]
- la mairie-école  Inscrit MH (1993)[19]
- plusieurs croix de chemin.

### Héraldique
| Blason de Noiron-sur-Seine | Blason  | De gueules à deux clés d'argent posées en sautoir, à l'épée d'or posée en pal brochant sur les clés. |
| Blason de Noiron-sur-Seine | Détails | Le statut officiel du blason reste à déterminer.                                                     |